# Casa al carrer Girona - Nostra Senyora del Pilar (Cardedeu)
La Casa al carrer Girona - Nostra Senyora del Pilar és una obra noucentista de Cardedeu (Vallès Oriental) inclosa a l'Inventari del Patrimoni Arquitectònic de Catalunya.

## Descripció
Habitatge entre mitgeres d'una sola planta amb la coberta a dues vessants. Té un petit jardí a la part posterior que arriba fins al carrer Sant Miquel. La façana principal està formada per una porta central i una finestra a cada costat. A la façana lateral hi ha finestres idèntiques. Totes les obertures de la casa tenen guardapols igual, en forma d'arc escarser, molt abundant dins la tipologia de l'arquitecte Raspall. El material de la teulada és de teula àrab. La resta de la casa té maó i arrebossat. L'ornamentació és molt escassa.

## Història
L'abril de 1915 es demana permís per construir la casa, que s'edifica al llarg de l'any 1915. Es conserva en bon estat. El dibuix del projecte original de la façana reproduït en la fitxa IPCE mostra un aspecte molt més ornamentat que el de la construcció definitiva.
Aquesta casa és una entre la multitud d'obres menors que en Raspall treballa al llarg de la seva vida.
Actualment la casa ha estat completament remodelada i no conserva l'aspecte exterior original.